# Мирољуб Тодоровић
Мирољуб Тодоровић (Скопље, 1940) српски је песник, оснивач и теоретичар је српског и југословенског неоавангардног стваралачког покрета сигнализам.

## Биографија
Ратне године је провео као избеглица са мајком, учитељицом, и сестром у местима око Велике Мораве, где је завршио осмогодишњу школу. Године 1954. са породицом прелази у Ниш, где завршава гимназију.
Дипломирао је на Правном факултету у Београду 1963. године. Једно време је студирао на трећем степену истог факултета Међународно јавно право. Као члан редакције студентског листа за културу Видици учествовао је у студентској побуни 1968. Тада је његова песма „Корачница црвеног универзитета“ умножена у више хиљада примерака и акламацијом на студентском збору у згради Филозофског факултета прихваћена као химна Београдског универзитета.
Године 1969. је основао неоавангардни књижевно-уметнички покрет сигнализам, а следеће године је покренуо Интернационалну ревију Сигнал.
Радио је као новинар, професор у средњој школи, секретар редакције, уредник часописа и саветник за међурепубличку и међународну културну сарадњу у Министарству културе Републике Србије. Године 1982. је отишао у пензију и у потпуности се посветио књижевном и уметничком раду.
Поезија, есеји и интермедијални радови Мирољуба Тодоровића објављивани су на више језика у антологијама, зборницима, каталозима, листовима и часописима у Европи, Северној и Јужној Америци, Аустралији, Јужној Кореји и Јапану.
Као уметник, имао је дванаест самосталних изложби и излагао је на преко шест стотина колективних међународних изложби цртежа, колажа, визуелне поезије, мејл-арта и концептуалне уметности.
Заступљен је у биографском лексикону Срби који су обележили XX век (пет стотина личности), Serbs who marked the 20th Century (five hundred persons), Београд, 2006.
О раду Мирољуба Тодоровића и сигнализму, покрету који је он основао, одбрањене су три докторске дисертације (др Јулијан Корнхаузер, Јагјелонски Универзитет у Кракову, Пољска, 1980; др Живан Живковић, Филолошки факултет у Београду, 1991; др Миливоје Павловић, Филозофски факултет у Косовској Митровици, 2002) и објављено двадесетак монографских публикација.
У фонду Библиотеке Српске академије наука и уметности постоји Посебна библиотека Мирољуба Тодоровића а у Историјском архиву Београда Легат Мирољуба Тодоровића.

## Награде
- Награда „Павле Марковић Адамов”, за поетски опус и животно дело, 1995.
- Награда „Оскар Давичо”, за најбољу књигу објављену у 1998. години (Звездана мистрија);
- Награда „Тодор Манојловић”, за модерни уметнички сензибилитет, 1999.
- Вукова награда 2005. године, за изузетан допринос развоју културе у Србији и на свесрпском културном простору;
- Награда Вукове задужбине 2007. године, за уметност, за збирку поезије Плави ветар;
- Награда Златно слово 2008. године, за књигу Шатро приче у издању Српске књижевне задруге, као најбоља књига кратке прозе објављене у 2007. години;
- Признање „Крлежа“ за животно дело, 2010;
- Признање за животно дело Удружења књижевника Србије, 2010.
- Златни беочуг Културно-просветне заједнице Београда, за трајни допринос култури града, 2011.[3]

## Објављени радови

### Књиге поезије
- Планета (1965)
- Сигнал (1970)
- (1970)
- Путовање у Звездалију (1971)
- Свиња је одличан пливач (1971)
- Степениште (1971)
- Поклон-пакет (1972)
- Наравно млеко пламен пчела (1972)
- Тридесет сигналистичких песама (1973)
- Гејак гланца гуљарке (1974)
- Телезур за тракање (1977)
- Инсект на слепоочници (1978)
- Алгол (1980)
- (1981)
- Чорба од мозга (1982)
- Гејак гланца гуљарке (друго проширено издање, 1983)
- (1983)
- Нокаут (1984)
- Дан на девичњаку (1985)
- Заћутим језа језик језгро (1986)
- Поново узјахујем Росинанта (1987)
- Белоушка попије кишницу (1988)
- (1988)
- Видов дан (1989)
- Радосно рже Рзав (1990)
- Трн му црвен и црн (1991)
- Амбасадорска кибла (1991)
- Сремски ћевап (1991)
- Дишем. Говорим (1992)
- Румен гуштер кишу претрчава (1994)
- Стриптиз (1994)
- Девичанска Византија (1994)
- Гласна гаталинка (1994)
- Испљувак олује (1995)
- У цара Тројана козје уши (1995)
- Планета (заједно са поемом Путовање у Звездалију, друго проширено издање, 1995)
- Смрдибуба (1997)
- Звездана мистрија (1998)
- Електрична столица (1998)
- Рецепт за запаљење јетре (1999)
- Азурни сан (2000)
- Пуцањ у говно (2001)
- Гори говор (2002)
- Фонети и друге песме (2005)
- Паралелни светови (2006)
- Плави ветар (2006)
- Рана, реч и песма (2007, са Дејаном Богојевићем)
- Златно руно (2007)
- Љубавник непогоде (2009)
- Свиња је одличан пливач и друге песме (2009)
- Глад за неизговорљивим (2010)
- Пандорина кутија (2015)
- Ловац магновења: изабране и нове песме (2015)

### Књиге прозе
- Тек што сам отворила пошту (епистоларни роман, 2000)
- Дошетало ми у уво (шатро приче, 2005)
- Дневник 1982 (2006)
- Прозор (снови, 2006)
- Шатро приче (2007)
- Лај ми на ђон (интернет издање, 2007)
- Шокинг-блу (шатро роман, 2007)
- Киснем у кокошињцу (шатро жваке, 2008)
- Боли ме блајбингер (2009)
- Торба од врбовог прућа (кратке приче, 2010)
- Дневник сигнализма 1978-1983 (2012)
- Дневник 1985 (2012)
- Апеирон (Интернет издање 2013)

### Књиге есеја и полемика
- (на енглеском језику, 1973)
- Сигнализам (1979)
- Штеп за шуминдере (1984)
- Певци са Бајлон-сквера (1986)
- Дневник авангарде (1990)
- Ослобођени језик (1992)
- Игра и имагинација (1993)
- Хаос и Космос (1994)
- Ка извору ствари (1995)
- Планетарна култура (1995)
- Жеђ граматологије (1996)
- (на енглеском језику, 1998)
- (2000)
- Поетика сигнализма (2003)
- Токови неоавангарде (2004)
- Језик и неизрециво (2011)
- Време неоавангарде (2012)
- Стварност и утопија (2013)
- Простори сигнализма (2014)
- (2014)
- Из сигналистичког документационог центра. 2 / Мирољуб Тодоровић и Марина Абрамовић (2017)
- Извори сигнализма: интервјуи (2018)

### Књиге за децу
- Миш у обданишту (2001)
- Блесомер (2003)

### (књиге уметника)
- Фортран (1972)
- (1973)
- Сигнал-Арт (1980)
- Златибор (1990)
- Шумски мед (1992)

### Антологије
- Сигналистичка поезија (1971)
- Конкретна, визуелна и сигналистичка поезија (1975)
- (1980)